# Lee Jae-han
Dans ce nom coréen, le nom de famille, Lee, précède le nom personnel.
Lee Jae-han (hangeul : 이재한) ou John H. Lee est un réalisateur et scénariste sud-coréen, né en 1971 à Séoul.

## Filmographie

### En tant que réalisateur
- 1999 : The Cut Runs Deep (컷 런스 딥, Cut Runs Deep)
- 2003 : History of BoA 2000-2002 (documentaire)
- 2004 : A Moment to Remember (내 머리 속의 지우개, Nae meorisogui jiugae)
- 2010 : Sayonara Itsuka (사요나라 이츠카)
- 2010 : 71: Into the Fire (포화속으로, Pohwasogeuro)
- 2015 : Di san zhong ai qing (第三种爱情)
- 2016 : Memories of War (인천상륙작전, Incheon sangnyuk jakjeon)

### En tant que scénariste
- 2004 : A Moment to Remember (내 머리 속의 지우개, Nae meorisogui jiugae)
- 2010 : Sayonara Itsuka (사요나라 이츠카)
- 2010 : 71: Into the Fire (포화속으로, Pohwasogeuro)
- 2016 : Memories of War (인천상륙작전, Incheon sangnyuk jakjeon)